# منطقه بایی
منطقه بایی (به لاتین: Bayi District) یک منطقهٔ مسکونی در چین است که در نینگچی واقع شده‌است.